# Unione Sportiva Sassuolo Calcio
La Unione Sportiva Sassuolo Calcio és un club de futbol de la ciutat de Sassuolo, a la regió italiana de l'Emília-Romanya. Va ser fundat el 1920 i utilitza samarreta negra i verda a franges verticals, per la qual cosa porten el sobrenom de neroverdi.
Originalment jugava de local a l'Stadio Enzo Ricci de Sassuolo. Quan va ascendir a la Sèrie B el 2008, es va mudar a l'Stadio Alberto Braglia a Mòdena. El Sassuolo va aconseguir el 18 de maig de 2013 l'ascens a la Sèrie A per primera vegada en la seva història, per la qual cosa es va mudar a l'Stadio Città del Tricolore a Reggio Emilia.

## Palmarès
- Sèrie B: 1

2012-13
- Sèrie C1: 1

2007-08
- Trofeu TIM: 1

2013-2014